# عملية مارغريت

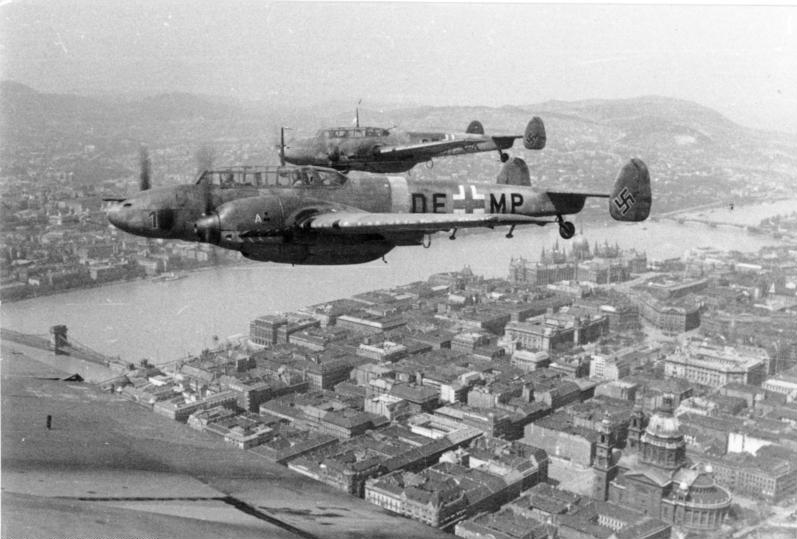

كانت عملية مارغريت (بالألمانية: Unternehmen Margarethe) عملية عسكرية قامت بها ألمانيا النازية في مارس 1944. في هذه العملية، غزت ألمانيا المجر لمحاولة احتلال أكبر جزء ممكن من أراضي مملكة المجر والتي هددتها القوات السوفيتية وبروز إرادة قادتها في مغادرة المحور.
كانت العملية قصيرة، وانتهت دون إراقة دماء. خططت ألمانيا لاحقًا لبدء عملية مارغريت الثانية لغزو رومانيا بنفس الطريقة، لكن العملية لم تتم.

## العملية
تم إبلاغ هتلر أن رئيس وزراء المجر ميكلوس كالاي كان يجري، في أوائل عام 1944 بموافقة الحاكم الهنغاري ميكلوش هورتي، اتصالات سرية مع المملكة المتحدة والولايات المتحدة للتفاوض على سلام منفصل مع الحلفاء، وأدرك هتلر حينها أنه لا ينبغي الوثوق بالهنغاريين. كان هتلر يخشى من أن يؤدي استسلام المجر إلى كشف جناحها الجنوبي، مما يقطع الامدادات عن مليون جندي ألماني ما زالوا يقاتلون في البلقان ضد الجيش الأحمر.
في 12 مارس 1944، أصدر هتلر تعليماته لقادة الفيرماخت بإعداد خطة للتغلب على الأهداف الاستراتيجية في المجر.
في 15 مارس، دعا هتلر هورتي لمقابلته في سالزبورغ، النمسا، وانسحب عمدا من المفاوضات لبضعة أيام. أثناء وجود هوريتي في النمسا، ترك الجيش الهنغاري بدون قائده الأعلى، وظلت الحكومة بلا قيادة. عبرت القوات الألمانية الحدود خلسة، فاستولت بسرعة على نقاط إستراتيجية عبر المجر. كانت العملية سريعة للغاية، ولم يُقتل أي شخص خلال العملية.
أنهى هتلر محادثاته مع هورثي في 18 مارس، واستقل الأخير قطارًا لنقله من النمسا إلى المجر. عندما وصل إلى المجر، فوجئ عندما وجد أن الجنود الذين كانوا في استقباله ألمانيون. أوضح الألمان لهورتي أنه إذا أراد أن تحافظ المجر على الحكم الذاتي، فعليه فصل كالاي وتعيين ديما ستوي رئيسًا للوزراء.
عين هورثي دوم زتوجاي رئيسًا للوزراء لتهدئة المخاوف الألمانية. كان الاحتلال مفاجأة كاملة، نتيجة كونه سريعًا وغير دموي. كانت الخطة الأولية تتمثل في تفكيك الجيش المجري، ولكن مع تقدم القوات السوفيتية من الشمال والشرق، ومع احتمال أن تغزو القوات البريطانية والأمريكية البلقان ، قرر الجيش الألماني الإبقاء على القوات المجرية في الميدان، وإرسال جزء منها للدفاع عن المعابر عبر منطقة الكاربات ضد الغزو المحتمل.
استمر هورتي في شغل المنصب نفسه، لكن في الواقع فقد كل صلاحياته لصالح قائد القوات الألمانية إدموند وزينماير. بعد ذلك بوقت قصير، شرع الألمان في عملية Panzerfaust ، وبعد ذلك أطيح بهورثي وتم تعيين فرانز سليشي بديلاً له.
نتيجة للاحتلال النازي، رتب أدولف أيشمان نقل 550.000 يهودي مجري من المجر وقت الحرب (بما في ذلك اليهود من المناطق التي ضمت من تشيكوسلوفاكيا ورومانيا ويوغوسلافيا) إلى معسكرات الموت النازية، بالتعاون مع السلطات المجرية.

## مارغريت الثانية
ومثل المجر، قاتلت رومانيا إلى جانب ألمانيا خلال الحرب، وتم التخلص منها تدريجيًا، ويرجع ذلك أساسًا إلى معركة ستالينجراد والنفقات المالية الثقيلة للحرب، تراجعت روح رومانيا من الحرب. كان من الواضح أن رومانيا ستنسحب من الحرب في أول فرصة، وفي ضوء نجاح عملية مارغريت الأولى، بدأ هتلر في التخطيط لعملية مارغريت الثانية لغزو رومانيا بالتعاون الجيش المجري. ومع ذلك، في 23 أغسطس 1944، أطاح ملك رومانيا مايكل الأول بالديكتاتور المؤيد للنازية أيون أنتونسكو، وأعلن انسحاب رومانيا من الحرب. وبعد أسبوع، دخل الجيش الأحمر بوخارست. لذلك، تم إلغاء الخطة.